# Dubioniscus delamarei
Dubioniscus delamarei is een pissebed uit de familie Dubioniscidae. De wetenschappelijke naam van de soort is voor het eerst geldig gepubliceerd in 1963 door Vandel.